# Afronatrix anoscopus
Afronatrix anoscopus (африканський бурий вуж) — вид змій родини полозових (Colubridae). Мешкає в Західній Африці. Це єдиний представник монотипового роду Afronatrix.

## Поширення і екологія
Африканські бурі вужі поширені від південно-західної частини Сенегалу на схід до Південно-Західного Камеруну. Вони живуть у гвінейських лісах і саванах, у Буркіна-Фасо й Нігерії, трапляються в суданських саванах. Ведуть напівводний спосіб життя, трапляються у проточних і стоячих водоймах, а також на плантаціях і в сільськогосподарських каналах. Живляться рибою, іноді амфібіями.